# ドイツ赤軍
ドイツ赤軍（ドイツせきぐん、ドイツ語: Rote Armee Fraktion, RAF）は、1968年結成のドイツ連邦共和国（西ドイツ）における最も活動的な極左の民兵組織、テロリスト集団。バーダー・マインホフ・グルッペ（ドイツ語: Baader-Meinhof-Gruppe）との名称も使用した。ドイツ語名の直訳は「赤軍派」だが、日本では「ドイツ赤軍」または「西ドイツ赤軍」の呼称が一般的である。

## 概要
彼らの政治主張は「反帝国主義」で、暴力も辞さない広範な反体制活動を通じ、西側資本主義を打倒し、マルクス主義による世界革命を目指していた。そのため銀行強盗、爆破、誘拐、窃盗など非合法活動も含めたあらゆる革命行動を行った。
1970年代から1998年まで活動を行い、20年以上の活動で主なターゲットにしたのは、西ドイツの政府公共施設、政府関係者、政界関係者、法曹関係者、西ドイツ大企業とくに軍需産業幹部、西ドイツの基地に駐留したアメリカ軍などで、多数の著名ドイツ人を殺害した。

## 歴史

### 結成
グループの起源は1960年代末の学生運動まで遡る。1967年6月2日にイランのシャー、モハンマド・レザー・パフラヴィーが西ベルリンを訪問したとき、東側の諜報組織の工作を受けて、抗議活動は暴動へ変わった。
西ドイツ人の過激派学生と東側の諜報組織に支援された追放ペルシア人による猛烈な抗議の翌日、パフラヴィーはドイッチェ・オペラを訪問した。国王観劇の後、抗議参加者と西ドイツ警察の間に通りかかったドイツ人学生ベンノ・オーネゾルクが警察官カール＝ハインツ・クラスによって射殺された。この事件は国内に衝撃を与え学生運動が激化した。

### 1960年代
そして、1968年頃に一部の若者を中心として先鋭化した反帝国主義、反資本主義、反米をスローガンに掲げた極左地下組織「バーダー・マインホフ・グルッペ」が形成された（グループ名は中心となったアンドレアス・バーダーとウルリケ・マインホフの2人にちなむ）。
バーダーとグドルン・エンスリンは、出入りしていた西ベルリンのヒッピー・コミューン「コムーネ１」のパンフレットに書かれていた「資本主義とブルジョワジーの生活スタイルの象徴であるデパートを客もろとも焼き払うことによって、ベトナムに於いて戦火に逃げ惑う人々と連帯できるのだ」という、前年の6月に起きたブリュッセルでのデパート火災（332人が死亡）にインスパイアされて書かれた詩に触発されて、1968年4月2日、フランクフルトの2つのデパートに放火（死傷者はなし）。
その2日後、バーダーらは逮捕され、翌年、3年の刑を言い渡されたが、恩赦を受け、出獄する。連邦憲法裁判所はこの決定を不服とした。翌1970年4月、バーダーは再び逮捕されたが、マインホフの手引きにより脱獄する。警察から逃れるために中東に渡った。

### 1970年代
1970年5月には、日本の赤軍派に共感して「赤軍派」（Rote Armee Fraktion, ドイツ赤軍）と改称。日本赤軍と同じようにレバノンのPFLP訓練施設で戦闘訓練を受けた。アラブ人とは仲が悪かったが、革命活動に、あらゆる武器が使用できるようになった。加えて高度な技術で改良された爆発物も彼らによって製造、使用された。
1972年5月には西ドイツ各地で資金獲得のための銀行強盗、警官射殺、駐留アメリカ軍、政府要人を狙った連続15件の爆破行動を起こした。同年6月1日、フランクフルト市内で幹部4人と警官隊の間で銃撃戦が行われ、アンドレアス・バーダーとウルリケ・マインホフたちは逮捕され、シュトゥットガルトのシュタムハイム刑務所に収監される。
直近に発生したテルアビブ空港乱射事件の犯人らが、同じ時期にドイツ赤軍が中東でゲリラ訓練を受けていたこと、潜伏先のフランクフルトからテルアビブへ出発したことから関連性も指摘された。
彼らの逮捕後は、弁護士で赤軍シンパのクラウス・クロワッサン（Klaus Croissant）とジークフリート・ハーク（Siegfried Haag）が組織の後継者となる「第二世代」のメンバーの勧誘と訓練などを行いながら、獄中の「第一世代」と面会しその声明をマスコミや支援者らに伝えていた。 
裁判は刑務所と裁判所の往復中に奪還されるのを恐れ刑務所の敷地内の多目的ビルで1975年に開催され、厳重警戒のなか進められた。獄中でドイツ赤軍第一世代は何度も大規模なハンガーストライキを行い、マインホフは1976年に刑務所内で自殺するが、他メンバーは激しい獄中・法廷闘争を繰り広げた。
第二世代は、無政府主義のテロリストグループ「6月2日運動」のメンバーで政治家ペーター・ロレンツ（Peter Lorenz）の誘拐事件、ストックホルムの西ドイツ大使館占拠事件などを立て続けに起こしギュンター・フォン・ドレンクマン西ベルリン高等裁判所長官らを暗殺した。

#### ドイツの秋
1977年には政財界の重要人物を連続誘拐して政府を混乱させ意志をくじき、獄中の第一世代を解放するという「77年攻勢」を開始。ブリギッテ・モーンハウプトとクリスティアン・クラーを新たな指導者として、ジークフリート・ブーバック西ドイツ連邦検事総長、ユルゲン・ポントドレスデン銀行会長など、政財界や司法界の重要人物を相次いで暗殺し、西ドイツを震撼させた。
1977年9月5日には西ドイツ経営者連盟会長ハンス＝マルティン・シュライヤーを誘拐したが、西ドイツ政府は第一世代の釈放に応じなかった。ドイツ赤軍は政府にさらに圧力を加えるためパレスチナ解放人民戦線にハイジャックを起こすことを要請し、10月にはルフトハンザ航空181便ハイジャック事件が起きるが、ハイジャック機がソマリアのモガディシュに着陸したところを西ドイツ政府によって派遣された特殊部隊GSG-9が急襲した。結果、ハイジャック犯3名は射殺、1名を逮捕、乗客人質全員が救出された。ハイジャックの失敗を知ったバーダーらは獄中で自殺。10月19日、ドイツ赤軍は誘拐したシュライヤーを殺害、遺体はフランスで発見された。

### 1980年代
1982年には、リーダーが逮捕されたもののフランスの極左組織直接行動とベルギーの戦闘的共産主義者細胞の残党を吸収して活動を再開。攻撃目標をNATOや軍関連の人物や施設に向けてさかんに暗殺、爆破をおこなった。また西ドイツのヨーロッパ各国の在外公館襲撃や、シーメンス会長暗殺などの西ドイツの経済界の暗殺も活発に行った。
しかし、1989年にベルリンの壁が崩壊し冷戦が終結すると、資金源となっていた東ドイツや東欧諸国を失い、また「帝国主義打倒」、「資本主義打倒」という目標や存在基盤を失った。その後後ろ盾の東ドイツの諜報機関を失い、さらに東ドイツに潜伏していたメンバーが次々逮捕された。

### 1990年代 - 解散
1990年にはドイツが統一し、これにて東ドイツという最大の資金源を永遠に失った。翌1991年には、1990年に設立された旧東ドイツの国営企業の資産を清算し、民間に売却、もしくは清算する信託公社の総裁であるデトレフ・ローヴェッダーのデュッセルドルフでの暗殺事件にも関ったとされ、実際にドイツ赤軍の犯行声明はなされたが、この事件には元東ドイツの諜報機関の犯行もうわさされ、詳細は今も不明である。
1990年代には後継組織とみられる「反帝国主義者細胞」が活動を始めたが、1996年に最高幹部が逮捕され以後、活動をしていない。1998年にロイター通信ボン支店にドイツ赤軍の解散宣言の声明文を送付した。

## 映画
- 過激なフェルディナント（1976年、アレクサンダー・クルーゲ監督)
- 秋のドイツ（1978年、ライナー・ヴェルナー・ファスビンダー、フォルカー・シュレンドルフ監督等のオムニバス)
- 第三世代（1979年、ライナー・ヴェルナー・ファスビンダー監督)
- 鉛の時代（1981年、マルガレーテ・フォン・トロッタ監督)
- バーダー・マインホフ/理想の果てに（2008年、ウーリ・エーデル監督、ベアント・アイヒンガー脚本・製作）

## 音楽
- Baader Meinhof（1996年、The AuteursのLuke Hainesが同名義で発表したアルバム）